# بيفرلي ماكديرموت
بيفرلي ماكديرموت (بالإنجليزية: Beverly McDermott)‏ هي مديرة التصوير ‏ أمريكية، ولدت في 21 ديسمبر 1926 في سومرفيل في الولايات المتحدة، وتوفيت في 19 يناير 2012 في هوليوود في الولايات المتحدة بسبب مرض.

## وصلات خارجية
- بيفرلي ماكديرموت على موقع IMDb (الإنجليزية)
- بيفرلي ماكديرموت على موقع قاعدة بيانات الفيلم (الإنجليزية)